# زاوية الأمير حماد
زاوية الأمير حماد هي إحدى آثار مدينة ميت غمر الإسلامية القديمة بمحافظة الدقهلية، أنشأ الأمير حماد بن مقلد البقري بك قائد جيوش مصر الزاوية في 1024هـ / 1615م أي في فترة تبعية مصر للدولة العثمانية. وهي مسجلة من هيئة الآثار الإسلامية في 21 نوفمبر 1951 بقرار رقم 10357. تقع الزاوية على شاطئ نهر النيل بجوار مسجد الغمري بمدينة ميت غمر، وهي الزاوية الوحيدة الباقية في الدلتا.

## الوصف المعماري
الزاوية عبارة عن مستطيل أبعاده 31,65 × 14,50 م2 بأربع واجهات مساحته الإجمالية 348 متر مربع. تطل الواجهة الغربية على نهر النيل وبها على المدخل الرئيسي. يتكون المدخل من مبنى حجري فيه باب خشبي من ضلفة واحدة خالية من الزخارف. يتميز المدخل بوجود مكسلتين حجريتين على جانبيه، ويعلوه عتب مستقيم مصنوع من الرخام الملون. كما يتوسط المدخل فتحة شباك تطل على الدركاة، وهي المساحة المربعة أو المستطيلة التي تقع مباشرة خلف المدخل وتؤدي إلى داخل المبنى. أما الواجهة الجنوبية ففيها الميضأة، وهي المكان المخصص للوضوء وأسفلها حجرات مسقوفة بأقبية متقاطعة، بالإضافة إلى وجود ممر خارجي في الناحية الجنوبية يعلوه سقف بأقبية مشابهة.
يتوسط الزاوية منبر خشبي مزخرف من باب وريشتين ودرابزين ودرج وجوسق، ويميز المنبر وجود آية ﴿يَا أَيُّهَا الَّذِينَ آمَنُوا صَلُّوا عَلَيْهِ وَسَلِّمُوا تَسْلِيمًا ۝٥٦﴾ [الأحزاب:56] بخط الرقعة. إيوان القبلة له سقف خشبي مزخرف بزخارف هندسية ونباتية وكتابية تضفي جمالًا فنيًا فريدًا على المكان. ويحتوي الإيوان الآخر على مصلى مخصص للسيدات محاط بدرابزين خشبي. توجد فتحة باب تؤدي إلى الطابق الأرضي في الجدار الشمالي الشرقي من الدركاة، يحتوي الطابق السفلي على دورات مياه وحجرات وسلم يتيح الوصول إلى سطح الزاوية.
أما المئذنة، فتقع في الواجهة الشرقية وهي من أبرز العناصر المعمارية للزاوية. بُنيت من الطوب الأحمر (الآجر) وتتألف من قاعدة مربعة الشكل تمتد حتى سطح المسجد، يعلوها بدن مثمن الشكل مكون من دورتين تزينهما زخارف على هيئة دخلات معقودة وأشرطة زخرفية تحتوي على دوائر. تعلو المئذنة شرفة مثمنة ذات درابزين خشبي مدعوم بثلاثة صفوف من المقرنصات، وتنتهي بقبة وخوذة. يعود بناء المئذنة إلى الأمير قنديل، أحد أحفاد الأمير حماد، في عام 1098 هـ، وقد نُقش عليها اسم الصانع "المعلم محي".

## الأهمية
تكتسب الزاوية مكانة بارزة باعتبارها الزاوية الأثرية الوحيدة من نوعها المتبقية في منطقة الدلتا ومكانة تجارية لقربها من النيل. أُطلق عليها في الوثائق التاريخية اسم "الزاوية المعلقة"، وهو ما ورد في وثيقة أوقاف الأمير حماد بن مقلد البقري. ونصت الوثيقة على: في وظيفتي النظر والتحدث على المسجد الكبير الكائن بناحية ديرب نجم والزاوية المعلقة الكائنة بناحية ميت غمر، أنشأ المرحوم الأمير حماد مقلد البقري المذكور المعمورين بذكر الله تعالى لينظر كل منهم في مصالح المسجد والزاوية كلها وتعلقاتهم بأثرها من عمارة وترميم، وملء ماء، وكنس، وفرش، وإمامة، وخطابة، وأذان، وقيادة، وتلاوة قرآن، وما يتكلف وبهما من الشعائر الإسلامية.

## مشاكل تواجها الزاوية
الظروف القاسية المحيطة بالزاوية لم تكن في صالحها؛ فقد أُدرجت منطقة الزاوية التي تضم 104 منازل قديمة متهالكة، ضمن المناطق العشوائية. ورغم إدخالها في برنامج تطوير منذ سنوات، لم تشهد أي تقدم ملموس.
تعرضت الزاوية للسرقة مرتين؛ الأولى في أكتوبر 2011، والثانية حين أعلن المنسق العام للجبهة الشعبية للدفاع عن الآثار عن سرقة 13 أبليكًا ومشكاة من زاوية الأمير حماد، وهو ما تم توثيقه بمحضر رقم 975 لسنة 2017 جنح قسم ميت غمر. واجهت الزاوية في مايو 2017 خطر الانهيار بسبب قيام عدد من الورثة بهدم منزل مستأجر من الأوقاف والشروع في بناء مخالف على الموقع.